# Yucunino de Guerrero
Yucunino de Guerrero är en ort i Mexiko.   Den ligger i kommunen Santiago Nuyoó och delstaten Oaxaca, i den sydöstra delen av landet, 300 km sydost om huvudstaden Mexico City. Yucunino de Guerrero ligger 2 755 meter över havet och antalet invånare är 243.
Terrängen runt Yucunino de Guerrero är bergig åt sydväst, men åt nordost är den kuperad. Runt Yucunino de Guerrero är det ganska glesbefolkat, med 39 invånare per kvadratkilometer. Närmaste större samhälle är Putla Villa de Guerrero, 18,2 km väster om Yucunino de Guerrero. I omgivningarna runt Yucunino de Guerrero växer i huvudsak städsegrön lövskog.